# Seznam AAR oznak (Z)

## Z
- ZCAX - Zinc Corporation of America
- ZCCX - Zeigler Coal Company
- ZIPX - Zip Transportation Company
- ZRNX - Zurn Industries (Erie City Energy Division)
- ZTLX - Ziol Tank Line
- ZTTX - Trailer Train Company